# Стальной скок
«Стальной скок» (фр. Le pas d’acier) — одноактный балет Сергея Сергеевича Прокофьева в двух картинах. Либретто художника-сценографа первой постановки Георгия Богдановича Якулова и самого композитора. Первое представление состоялось 7 июня 1927 года в Париже в Театре Сары Бернар под управлением Роже Дезормьера при участии танцоров труппы «Русский балет Дягилева»: Леонида Мясина, Любови Чернышёвой, Александры Даниловой и Сержа Лифаря.

## История создания
«Стальной скок» был третьим балетом (после «Алы и Лоллия» и «Сказки про шута, семерых шутов перешутившего»), созданным С. С. Прокофьевым по заказу С. П. Дягилева.
К середине 1920-х годов в Европе возрос интерес к Советской России. Дягилев осознал, что с тем лубочной дореволюционной России следует переключиться на изображение нового советского строя и индустриализации страны, в которой возводились новые промышленные гиганты. Таким планам антрепренёра способствовал успех достижений СССР, представленных в советском павильоне на Международной выставке декоративного искусства и художественной промышленности в Париже. Сергей Прокофьев был на выставке, работы Якулова произвели на композитора большое впечатление.
Летом 1925 года Дягилев сделал Прокофьеву неожиданный и трудный заказ — «большевицкий» балет о современной Советской России. И. И. Мартынов, И. В. Нестьев и Н. П. Савкина цитируют слова композитора о его реакции на заказ Дягилева: «Я не верил своим ушам. Для меня как бы открывалось окно на воздух, тот свежий воздух, о котором говорил Луначарский». В настоящее время следует критически относиться к многим идеологически обусловленным высказываниям музыковедов советской эпохи, а некоторые из них приходится оспаривать или отвергать. Например, Савкина писала: «Прокофьев мечтал видеть либреттистом балета Илью Эренбурга, который находился тогда во Франции». Из «Дневника» Прокофьева следует, что кандидатуру Эренбурга навязал Дягилев, но по различным причинам сотрудничество с ним не состоялось.
Идея нового балета заключалась не в прославлении идей большевизма, а в колоритной иллюстрации фактического или желанного индустриального прогресса в Советском Союзе. Поскольку Прокофьев всегда сам составлял либретто к своим сочинениям, он не желал видеть на афише фамилии Кохно или Эренбурга в качестве его авторов. В какой-то момент Прокофьев понял, что у Якулова действительно много материала и много идей, только он не может их изложить и оформить. Способностью хорошо преподнести материал обладал композитор, и в соавторстве с Якуловым они вскоре составили либретто, не выстраивая драматургическую линию, а показывая основные символы новой советской жизни: «Я был удовлетворён двусмысленностью сюжета: не разберёшь, в пользу ли большевиков он или против них, т. е. как раз то, что требуется. Якулов немного боялся, не обидел бы такой сюжет Москву, ибо ему надо было туда возвращаться, однако соглашался». По свидетельству композитора, «единственный полезный совет, который мы вытянули из Эренбурга», был сменить место действия с Сухаревской площади на вокзал. Основа сценария без детальной разработки была завершена в августе 1925 года и отправлена Дягилеву в Венецию письмом Якулова, писавшему о музыке Прокофьева следующее: «Очень верно понята тема, если можно так выразиться, „изнутри“. Снаружи, в смысле внешней формы, то есть соответствия музыки с балетными движениями, удалось найти то, что я считаю единственно приемлемым в новом, а не классическом балете, и что не было понято Таировым в постановке „Жирофле“, а именно, параллелизм тем — музыкальной и балетной, а не слитность».
Композитору очень понравилось первое предложенное Георгием Якуловым название балета «Урсиньоль» (фр. Ursiniol), так как, с одной стороны, напоминало официальную аббревиатуру Советской  России — URSS, с другой стороны, было созвучно слову медвежонок (фр. ourson), вдобавок это была своего рода шпилька в адрес Игоря Стравинского по поводу названия его оперы «Соловей» (фр. Le Rossignol).
Авторы биографий композитора XX века (Нестьев, Мартынов, Савкина), следуя воспоминаниям Сержа Лифаря, писали, что название «Le pas d'acier» придумал сам Дягилев. Современные исследователи с бо́льшим доверием относятся к свидетельствам опубликованного в 2002 году «Дневника» Сергея Прокофьева, где указывается, что новое название предложил Леонид Мясин весной 1927 года, а композитор перевёл его на русский язык — «Стальной скок», Дягилеву же новый вариант не понравился по созвучию с фр. «Puce d'acier» («Стальная блоха» в «Сказе о тульском косом Левше и о стальной блохе» Н. С. Лескова). Прокофьев не перевёл название Мясина ни как «Стальной па», ни «Стальной шаг» или «Стальная поступь». Уже в самом переводе «Стальной скок» композитор не смог обойтись без свойственных ему игры со значениями слов, юмора, иронии и сарказма, что ставит в затруднение англоязычных авторов при переводе слова «скок». У балета было ещё одно, предложенное Борисом Асафьевым и одобренное Сергеем Прокофьевым, рабочее название для несостоявшейся постановки в СССР — «1920 год». Согласно Г. Ф. Коваленко, это название предложил В. Ф. Нувель в начале 1926 года. Кроме этого Коваленко сообщает, что в год премьеры на парижских афишах значилось название Pas d’acier 1920, а в анонсах следующего сезона Русского балета 1928 года — Pas d’acier 1927.
При создании музыки к балету Прокофьев противопоставлял свои стремления по поиску новой музыкальной формы лёгкой музычке (фр. musiquette) парижских композиторов, составлявших Шестёрку или близких к её эстетическим взглядам — Мийо, Орика, Пуленка, Соге и Риети. Такая позиция русского композитора отражена в приводимом И. Г. Вишневецким отзыве В. С. Дукельского о парижской премьере балета «Стальной скок». Вишневецкий также цитирует мемуары Николаса Набокова, где слова Дягилева 1928 года свидетельствуют о его раздражённости и недовольстве фальшивой музычкой парижских композиторов.
В гастролях по США при частых переездах Прокофьев продолжал инструментовку балета «Стальной скок» и впервые применил новый метод, который впоследствии использовал при сочинении многих своих произведений. Детали метода были изложены композитором в «Краткой автобиографии»: «Тряска мешала писанию партитуры, поэтому я решил делать в вагоне всю предварительную работу, при этом не только придумывать, какой инструмент будет играть ту мелодию или этот аккомпанемент, но дорабатывать каждый такт до самого дна, до каждого удвоения, до распределения инструментов в аккордах, до последнего штриха, акцента или оттенка, с тем, чтобы, выйдя на твердую почву, оставалось лишь механически выписать на партитурный лист все, что в вагоне было обдумано и карандашом размечено в клавире». Оркестровка балета была завершена в 1926 году.
Согласно записи беседы с Б. Е. Кохно, сделанной Г. Ф. Коваленко, в пояснениях к рисункам Г. Б. Якулов указывал характер действия в том или ином эпизоде: «1) Приход поезда. Танец колес паровоза и рычагов, которые обращаются движениями рук и ног». Г. Ф. Коваленко писал: «Напомним: балет с самого начала задумывался как конструктивистский. Этого хотел Дягилев, этого он требовал от Прокофьева, Мясина, Якулова. Именно конструктивистским восприняла балет критика, именно как конструктивистский этот спектакль вошел в историю».
«Стальной скок» успешно держался в репертуаре труппы Русского балета 3 сезона до смерти Дягилева в 1929 году. Несмотря на попытки Прокофьева поставить балет в СССР, советскому зрителю увидеть спектакль при жизни композитора не довелось. В 1929 году было принято решение поставить балет в Большом театре, в то время как до этого в Москве музыка «Стального скока» исполнялась трижды на концертах. Против осуществления этого решения резко выступили представители Ассоциации пролетарских музыкантов. Помимо этого Прокофьев и его балет «Стальной скок» особенно подвергались нападкам в статьях разных авторов печатного органа ассоциации — журнале «Пролетарский музыкант» (1929, № 6, 7—8). О некоторых других причинах этого Мясковский писал Прокофьеву в январе 1935 года: «У меня недавно был Асафьев. Я его расспрашивал о Ваших ленинградских делах. Он пессимистичен. Его мнение то, что в кругах Ленинградского союза (и всюду, где он — союз — может влиять: филармония и, главное, — театры) Вас страшно боятся и будут все делать, чтобы Вас, по возможности, никуда не пускать. Поэтому он считает, что Ваши проекты постановок в б. Мар[иинском] театре построены на песке, а Вы ещё портите тем, что настаиваете на постановке разных прежних своих сочинений (например, „Ст[альной] скок“)».
Партитура балета была издана в 1928 году «Российским музыкальным издательством»  С. А. Кусевицкого.

## Музыка
Прокофьев написал очень яркую оркестровку, с колоритной и эффектной перкуссией и искусно выписанными темами, не выделенными в основные. Эта работа Прокофьева стала шедевром. Борис Асафьев писал, что в балете выражен «подлинный стиль нашей эпохи, потому что здесь вполне можно говорить о кованых ритмах, об упругих как сталь интонациях и о музыкальных приливах и отливах, подобных дыханию гигантских мехов!».
Существует мнение, что балет «Стальной скок» был создан композитором во время увлечения конструктивизмом, а эстетика произведения Прокофьева зиждется на намеренном отказе от эмоциональности, нарочитом диссонансе жёстких гармоний и механике движений. Отечественные музыковеды (И. И. Мартынов, И. В. Нестьев, Н. П. Савкина, И. Г. Вишневецкий) избегали употребления термина «конструктивистская» относительно музыки к балету. Конструктивистской называлась не музыка к «Стальному скоку», а его постановка и декорации. Имитирующая шум машин музыка — «музыка машин» — появляется во второй части балета. Поэзия индустриализации присутствует в не во всех номерах балета, а только в его заключительной части, о чём писала Савкина: 

Сценически мечта о будущем была воплощена как апофеоз техники. В последней части балета на сцене жужжали станки, вращались валы, работали механизмы. Танцоры изображали ритмично работающих людей, а временами их движения сливались с движениями машин на сцене. Таков был авторский замысел: «...Чтобы было впечатление не отвлеченных балетных движений, а полезной „работы"»,— писал Якулов в комментарии к эскизу декорации.— Н. П. Савкина. Сергей Сергеевич Прокофьев.
С другой стороны, легко оспаривается отсутствие эмоциональности в музыке к балету, так как лирическая тема № 6 с её смягчённой неземной мелодией повторяется в № 9.
Тема первой сцены «Выход персонажей», открывающей действо, повторяется репризой в заключительной части спектакля (№ 11. «Финал»). Музыкальной кульминацией спектакля стал номер «Procession of the Burghers» (с англ. — «Шествие бюргеров»), сцена «Ирисники и папиросники» построена на ритме, кантиленная мелодия в «Ораторе» превращается в живой подвижный танец.
Израиль Нестьев полагал большой ошибкой представлять Прокофьева «певцом машин, механических ритмов современного города»: «Даже в годы самых „левых“ увлечений он резко отвергал шумовые эксперименты итальянских футуристов и явно скептически воспринимал урбанистические опусы, подобные „Заводу“ Мосолова. Что же касается пресловутого „Стального скока“, то уже в нём новый лиризм решительно преобладал над немногими страницами „машинной“ звукописи». И. И. Мартынов предполагал, что «производственные» мотивы балета  могли быть навеяны «музыкой „Завода“ А. В. Мосолова, имевшего в то время значительный успех на Западе. В замысле балета было и нечто от биомеханики, известной, конечно, Якулову, не раз встречавшемуся с Мейерхольдом». Виктор Ванслов писал, что балет «воспроизводит картины современной действительности (вокзал, фабрика) и написан в духе урбанизма», к характерным чертам которого в частности причислил механистичность ритмов, конструктивизм и карикатурно-сатирические зарисовки.

 «В музыке Сергея Прокофьева <…> блестяще совершается переход в стиле от просачивающихся национальных мелодий среди революционных призывов (1‐я картина) к урбанистической теме „Завод в работе“, где настоящий бой молотков на сцене сливается с оркестром, с вращением трансмиссий, маховиков, световыми сигналами и хореографией, где группы одновременно и работают на машинах и представляют хореографически работу машин»— Георгий Якулов. «Стальной скок» С. Прокофьева (1928)

## Оркестр
Две флейты, два гобоя, флейта пикколо, английский рожок, два кларнета, два фагота, контрафагот, четыре тромбона, туба, литавры, перкуссия, клавесин [?].

## Композиция
Балет состоит из двух картин и 11 номеров продолжительностью около 30 минут:
- Первая картина

1. Выход персонажей (Entrée des personnages)
2. Поезд с мешочниками (Train des paysans-ravitailleurs)
3. Комиссары (Les commissaires)
4. Разносчики товаров: Ирисники и папиросники (Les petits camelots)
5. Оратор (L’orateur)
6. Матрос в браслете и работница (Matelot à bracelets et ouvrière)
- Вторая картина

7. Перестройка декораций (Changement de décors)
8. Обращение матроса в рабочего (Le matelot devient un ouvrier)
9. Фабрика (L’usine)
10. Молоты (Les marteaux)
11. Финал. Заключительная сцена (Finale)

## Восприятие
Артур Лурье высказывался о Прокофьеве как о продолжателе Даргомыжского: «Такие балеты, как „Шут“ и „Стальной скок“, его фортепианные „Сарказмы“, „Мимолетности“ и даже оперная его техника вплоть до „Войны и мира“ по остро очерченным интонациям, по четкости упрощенного и жесткого рисунка, близкого к гравюре или офорту, — родственны Даргомыжскому». А Владимир Дукельский сравнивал Прокофьева с Моцартом: «Со „Стальным скоком“ мы возвращаемся к Моцарту. Что попросту  является цитированием покойного Сергея Дягилева; и хотя идея может показаться парадоксальной, мне трудно бороться с её логикой. „Стальной скок“, в том виде, в каком он был дан в 1927 [году] Русским балетом, оказался одним из вершинных явлений подлинного классицизма. Под этим я разумею то, что балет обозначил нашу эру (Россию 1917—1927) как классическую, в резком контрасте с простыми уступками классицизму у других».

## Дальнейшие постановки
- 21 и 22 апреля 1931 — в Нью-Йорке в Метрополитен-опера в сопровождении Филадельфийского оркестра под управлением Л. Стоковского. Постановщик Л. Симонсон, хореограф Э. Стробридж[35]. Та же постановка была представлена в апреле в Филадельфии. Об этих спектаклях Прокофьев писал Мясковскому из Парижа: «Говорят, музыкальная сторона была  выполнена  блестяще, но сюжет и хореографию перекромсали до неузнаваемости и притом весьма неудачно. Тем не менее на сцене мелькали серп и молот, куски красной материи и другие эмблемы советского быта[36].
- 1948 — постановка балета в новой редакции балетмейстера Сержа Лифаря в Театре Елисейских Полей, художник Фернан Леже[37].
- 20 мая 2015 — премьера первой постановки в России в Саратовском академическом театре оперы и балета под управлением Юрия Кочнева, хореография Кирилла Симонова, сценография заслуженного художника России Сергея Болдырева, костюмы Ольги Колесниковой[38]. Новая редакция «Стального скока» не следует либретто Прокофьева и Якулова, действие, согласно моде последнего времени, перенесено в современность, конструктивистские декорации Якулова отсутствуют[39]. За эту постановку балета Юрий Кочнев получил звание лауреата премии «Золотая маска» 2016 года в номинации «Лучшая работа дирижёра»[40].

## Сюита из балета «Стальной скок»
На основе музыки балета Прокофьев составил оркестровую сюиту op. 41 bis, состоящую из четырёх номеров: 
1. Явление участников
2. Комиссары
3. Матрос в браслете и Работница
4. Фабрика

Партитура сюиты из балета «Стальной скок» была издана «Российским музыкальным издательством» Кусевицкого в 1927 году.
- 1927 — 21 и 22 октября первое исполнение сюиты в Бостоне под управлением С. А. Кусевицкого[41]
- 1929 — 7 и 14 января исполнение сюиты в программе концертов Персимфанса в Москве[42]

Исполнения сюиты не следует путать с концертными исполнениями отрывков из балета, которые не совпадают с составившими сюиту частями. Впервые в Москве отрывки из балета «Стальной скок» были исполнены 27 мая 1928 года в концерте АСМ под управлением В. Савича:
1. Явление участников
2. Поезд с мешочниками
3. Матрос в браслете и работница
4. Перестройка декораций
5. Фабрика
6. Заключительная сцена

Их восприятие публикой описал А. Н. Дроздов: «Исполненные фрагменты из балета Прокофьева „Стальной скок“ совершенно неожиданно успеха не имели; чувствовалось, как будто, некоторое разочарование. Причин, думается, несколько: невыгодно влияло соседство ярких вещей Респиги, вредила оторванность от сценической  обстановки; возможно, неудачен был подбор отрывков; и, наконец, возможно, наступила некоторая реакция против крайностей „прокофьевизма“. Отрывки остроумны обычным Прокофьевским остроумием (может быть, несколько более обычного), но все же чувствуется некоторая замкнутость мысли, некоторая „самоповторяемость“» (Музыка и революция, 1928 № 5—6, с. 46).

### Видео
- Le pas d'acier на YouTube — музыка (1)
- Le pas d'acier на YouTube — музыка (2)
- Le pas d'acier на YouTube — музыка (3)
- Le pas d'acier на YouTube — балет